# Герман IV (патриарх Константинопольский)
Патриа́рх Ге́рман IV (греч. Πατριάρχης Γερμανός Δ΄; 1790, Константинополь, Османская империя — 16 сентября 1853, Константинополь, Османская империя) — Константинопольский патриарх, занимавший престол с 1842 по 1845 годы и с 1852 по 1853 годы.

## Биография
Родился в 1790 году в Константинополе. Не получил систематического богословского образования, но в дальнейшей жизни был большой любитель просвещения и науки.
После рукоположения в священный сан служил в Георгиевском патриаршем храме в Константинополе.
В августе 1826 года был рукоположён во епископа Видинского с возведением в сан митрополита.
С мая 1831 года — митрополит Драмский.
С 22 ноября 1835 года — митрополит Деркский.
14 июня 1842 года, после кончины патриарха Анфима V, был избран в качестве его преемника на патриаршую Константинопольскую кафедру.
В 1844 году основал богословскую школу на острове Халки, которая стала основной кузницей кадров священнослужителей Константинопольской православной церкви, действовавшей до 1971 года.
В 1845 году был низложен с патриаршей кафедры и вновь избран на неё в 1852 году.
Отличался большой ревностью о благе церкви и народа, проявлял нестяжательность и милосердие.
Во второе патриаршество построил вне стен Константинополя национальный греческий орфанотрофий (сиротский дом) и благоукрасил патриарший Георгиевский собор на Фанаре.
Скончался 16 сентября 1853 года в Константинополе и погребён в храме Живоносного источника.